# بیمه مشترک
بیمه مشترک، (به انگلیسی: Co-insurance) از اصطلاحات و ضوابط مربوط به بیمه می‌باشد و عبارت است از اجتماعی بین بیمه‌گر و بیمه‌گذار که بمنظور پوشش مورد بیمه، هر یک به نسبت معینی، پس از احتساب کاستنی‌ها، تقسیم ریسک می‌نمایند.